# Eubiodectes libanicus
Eubiodectes
Genre
Espèce
Synonymes
- †Chirocentrites libanicus Pictet & Humbert, 1806

Eubiodectes libanicus, unique représentant du genre Eubiodectes, est une espèce fossile de poissons osseux de la famille des Cladocyclidae et qui vivait lors du Crétacé supérieur (Cénomanien). Cette espèce est nommée libanicus car elle a été mise au jour au Liban, dans le gisement de Namoura,,.

## Classification
Le nom valide complet (avec auteur) de ce taxon est Eubiodectes libanicus (Pictet & Humbert, 1866).
Cette espèce a été initialement décrite en 1866 par François-Jules Pictet et Humbert sous le protonyme Chirocentrites libanicus. En 1903, Oliver Perry Hay la reclasse dans le genre Eubiodectes qu'il a créé à cette intention.

### Publications originales
- Genre Eubiodectes :
  - (en) O. P. Hay, « On a collection of Upper Cretaceous fishes from Mount Lebanon, Syria, with descriptions of four new genera and nineteen new species », Bulletin of the American Museum of Natural History, New York, Musée américain d'histoire naturelle, vol. 19, no 10,‎ 1903, p. 395-452 (ISSN 0003-0090 et 1937-3546, OCLC 1287364, lire en ligne).
- Espèce Eubiodectes libanicus, sous le taxon Chirocentrites libanicus :
  - François-Jules Pictet et Aloïs Humbert, Nouvelles recherches sur les poissons fossiles du Mont Liban, Genève, 1866, 174 p. (OCLC 23426749, DOI 10.5962/BHL.TITLE.8429, lire en ligne).